# Pittsburgh Cycle
Le Pittsburgh Cycle aussi souvent appelé Century Cycle, est un cycle théâtral qui se compose de dix pièces écrites par August Wilson.

## Préambule
L'action de neuf pièces se déroule dans le Hill District (en) à Pittsburgh (la dernière se déroulant à Chicago), un quartier afro-américain qui une signification littéraire mythique comme le « Wessex » de Thomas Hardy, le comté de Yoknapatawpha de William Faulkner ou le « Ballybeg (en) » du dramaturge irlandais Brian Friel. Les pièces se déroulent chacune dans une décennie différente et visent à esquisser l'expérience des Noirs au XXe siècle et à « élever la conscience par le théâtre » et à faire écho à « la poésie dans le langage quotidien de l'Amérique noire ». Son écriture de l'expérience noire a toujours présenté des personnages féminins forts et a parfois inclus des éléments du surnaturel. Dans son livre, il écrit « Ma mère est une femme très forte et fondée sur des principes. Mes personnages féminins... viennent en grande partie de ma mère ». Quant aux éléments du surnaturel, Wilson a souvent présenté une certaine forme de superstition ou de vieille tradition dans des pièces qui descendaient à des racines surnaturelles. Une de ses pièces bien connue pour en faire partie est The Piano Lesson. Dans la pièce, le piano est utilisé et libère les esprits des ancêtres. Wilson voulait créer un tel événement dans la pièce que le public devait décider de ce qui était réel ou non. Il était fasciné par le pouvoir du théâtre en tant que médium où une communauté au sens large pouvait se rassembler pour témoigner des événements et des courants qui se déroulaient.  
Wilson a écrit :    

« Je pense que mes pièces de théâtre offrent (aux Américains blancs) une manière différente de regarder les Noirs américains », a-t-il déclaré à The Paris Review. Par exemple, dans Fences, ils voient un éboueur, une personne qu'ils ne  regardent pas vraiment, bien qu'ils en voient un tous les jours. En regardant la vie de Troy, les Blancs découvrent que le contenu de la vie de cet éboueur noir est affecté par les mêmes choses : l'amour, l'honneur, la beauté, la trahison, le devoir. Reconnaître que ces choses font autant partie de sa vie que la leur peut affecter la façon dont ils pensent et traitent les Noirs dans leur vie. »

Bien que les pièces du cycle ne soient pas strictement liées au degré d'une histoire en série, certains personnages apparaissent (à des âges différents) dans plus d'une des pièces du cycle. Les enfants des personnages des pièces précédentes peuvent apparaître dans les pièces ultérieures. Le personnage le plus fréquemment mentionné dans le cycle est tante Ester, une « laveuse d'âmes » qui aurait 285 ans dans Gem of the Ocean qui se déroule chez elle au 1839 Wylie Avenue, et 322 ans dans Two Trains Running. Elle meurt en 1985, lors des événements du King Hedley II. Une grande partie de l'action de Radio Golf tourne autour du plan de démolition et de réaménagement de cette maison, quelques années après sa mort. Tante Ester est une figure symbolique et récurrente qui représente la lutte afro-américaine. Elle n'a pas littéralement trois siècles mais une succession de prêtresses folkloriques... Elle incarne une lourde histoire de tragédie et de triomphe ». 
Les pièces incluent souvent un personnage oraculaire apparemment handicapé mental (différent dans chaque pièce), par exemple, Hedley Sr. dans Seven Guitars, Gabriel dans Fences, Stool Pigeon dans King Hedley II ou encore Hambone dans Two Trains Running.

## Les dix pièces
| Titre                           | Décennie | Première                                         | Création à Broadway                                        | Récompenses,                                                      | Remarques |
| ------------------------------- | -------- | ------------------------------------------------ | ---------------------------------------------------------- | ----------------------------------------------------------------- | --- |
| Jitney (en)                     | 1970     | 1982 Allegheny Repertory Theatre (Pittsburgh)    | 2017 Manhattan Theatre Club / au Samuel J.Friedman Theatre | -                                                                 | Après une longue réécriture, la pièce est créée pour la deuxième fois au Pittsburgh Public Theater (en) en 1996. Créée hors Broadway au Second Stage Theatre en 2000. C'est la dernière du cycle à être mise en scène sur Broadway, créée en janvier 2017. |
| Ma Rainey's Black Bottom        | 1920     | 1984 Yale Repertory Theatre (en) (New Haven, CT) | 1984 Théâtre Cort                                          | Prix New York Drama Critics 'Circle                               | Présenté en 1982 en stage reading (en) au Eugene O'Neill Theatre Centre. Seule pièce du cycle non située à Pittsburgh. L'action se déroule à Chicago. |
| Fences                          | 1950     | 1985 Yale Repertory Theatre (en) (New Haven, CT) | 1987 46th Street Theatre                                   | Prix Pulitzer Tony Award Prix Drama Desk                          | Présenté en 1983 en stage reading (en) au Eugene O'Neill Theatre Centre. |
| Joe Turner's Come and Gone (en) | 1910     | 1986 Yale Repertory Theatre (en) (New Haven, CT) | 1988 Ethel Barrymore                                       | Prix New York Drama Critics 'Circle                               | Présenté en 1984 en stage reading (en) au Eugene O'Neill Theatre Centre. |
| The Piano Lesson                | 1930     | 1987 Yale Repertory Theatre (en) (New Haven, CT) | 1990 Walter Kerr                                           | Prix Pulitzer Prix Drama Desk Prix New York Drama Critics 'Circle | Présenté en 1987 en stage reading (en) au Eugene O'Neill Theatre Centre. |
| Two Trains Running (en)         | 1960     | 1990 Yale Repertory Theatre (en) (New Haven, CT) | 1992 Walter Kerr                                           | -                                                                 | - |
| Seven Guitars (en)              | 1940     | 1995 Goodman Theatre (Chicago)                   | 1996 Walter Kerr                                           | Prix New York Drama Critics 'Circle                               | Présenté en 1994 en stage reading (en) au Eugene O'Neill Theatre Centre. |
| King Hedley II (en)             | 1980     | 1999 Pittsburgh Public Theater (en) (Pittsburgh) | 2001 Virginia Theatre                                      | -                                                                 | - |
| Gem of the Ocean                | 1900     | 2003 Goodman Theatre (Chicago)                   | 2004 Walter Kerr                                           | -                                                                 | - |
| Radio Golf (en)                 | 1990     | 2005 Yale Repertory Theatre (en) (New Haven, CT) | 2007 Théâtre Cort                                          | Prix New York Drama Critics 'Circle                               | Wilson est mort entre la première et la création de Broadway. |

## Production
Le Goodman Theatre de Chicago est le premier théâtre au monde à produire l'intégralité du cycle des dix pièces, dans des productions qui ont duré de 1986 à 2007. Deux des productions du Goodman — Seven Guitars et Gem of the Ocean — ont été des premières mondiales. 
Israel Hicks a produit l'intégralité du cycle des dix pièces de 1990 à 2009 pour la Denver Center Theatre Company.  
Le Geva Theatre Center a produit les dix pièces par décennie de 2007 à 2011 sous le nom d'August Wilson's American Century. 
Le Huntington Theatre Company de Boston a produit les dix pièces, se terminant en 2012. Pendant la vie de Wilson, il a travaillé en étroite collaboration avec The Huntington pour produire les dernières pièces.   
Le Pittsburgh Public Theatre est la première compagnie théâtrale de Pittsburgh à produire l'intégralité du Century Cycle, y compris la première mondiale de King Hedley II au O'Reilly Theatre, au centre-ville de Pittsburgh.   
TAG - The Actors 'Group, à Honolulu, Hawaï, a produit les dix pièces du cycle à partir de 2004 avec Two Trains Running et culminant en 2015 avec Black Bottom de Ma Rainey. Tous les spectacles étaient des premières à Hawaï, tous ont connu un vif succès au box-office et ont remporté de nombreux prix de théâtre local pour les acteurs et l'organisation. 
Le Black Rep de St. Louis et le Anthony Bean Community Theatre de la Nouvelle-Orléans ont également présenté le cycle complet.
Dans les années qui ont suivi la mort de Wilson, le cycle de dix pièces a été appelé The August Wilson Century Cycle et The American Century Cycle. 
Deux ans avant sa mort, en 2005, August Wilson a écrit et interprété une pièce non publiée pour un seul homme intitulée How I Learned What I Learned sur le pouvoir de l'art et le pouvoir du possible. Elle a été produite au Signature Theatre de New York et mise en scène par Todd Kreidler, ami et protégé de Wilson. How I Learned explore ses jours de jeune écrivain en difficulté dans le district de Pittsburgh Hill et comment le quartier et ses habitants ont inspiré son cycle de pièces sur l'expérience afro-américaine.